# Saison 2020 de l'équipe cycliste féminine Movistar
La saison 2020 de l'équipe féminine Movistar est la troisième de la formation. Elle accède au statut de WorldTeam, la première division du cyclisme féminin. La formation compte quatre recrues, tandis que  Margarita Victoria García, Roxane Fournier et Małgorzata Jasińska la quittent.
Katrine Aalerud remporte le championnat de Norvège du contre-la-montre. Elle est neuvième du Liège-Bastogne-Liège et onzième de la Flèche wallonne. Sheyla Gutiérrez remporte La Périgord Ladies. Paula Patiño est huitième du Tour d'Italie. Katrine Aalerud est cinquante-deuxième du classement UCI et trente-septième du World Tour. Movistar est seizième du premier classement et quatorzième du second.

### Partenaires et matériel de l'équipe

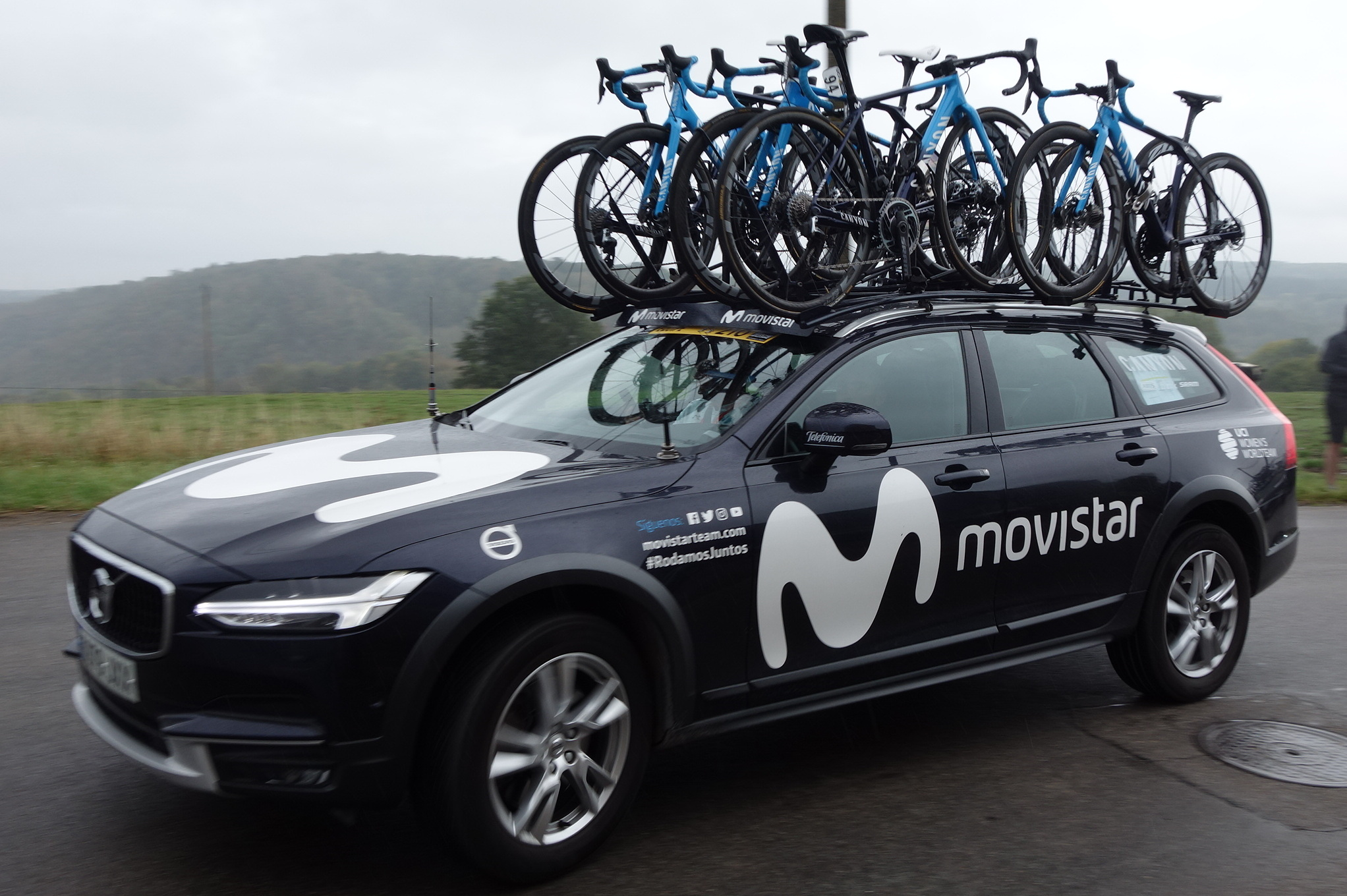
Voiture de l'équipe

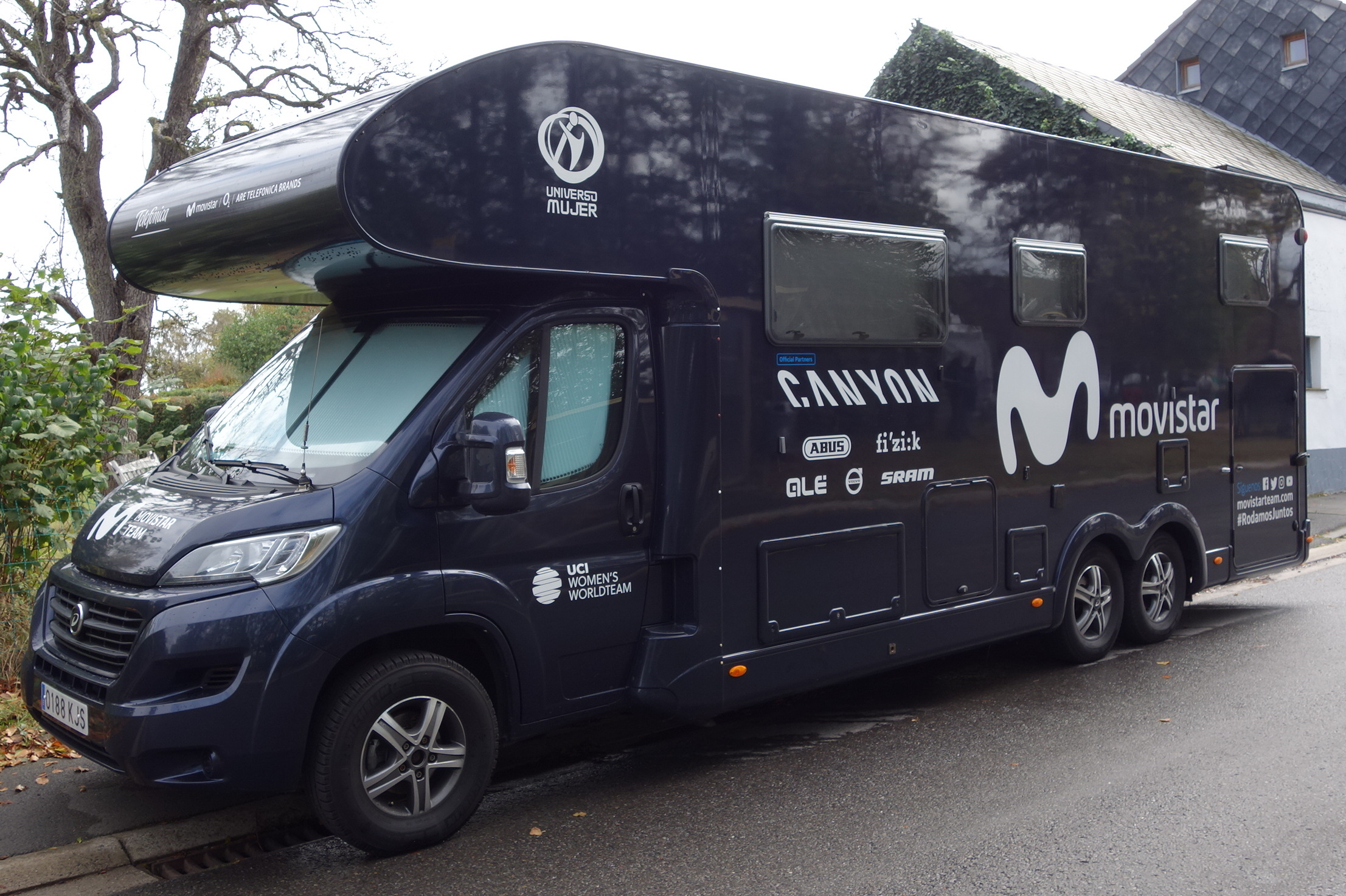
Camping-car de l'équipe

## Préparation de la saison

### Arrivées et départs
L'équipe enregistre l'arrivée de la jeune grimpeuse norvégienne Katrine Aalerud, de la sprinteuse Barbara Guarischi et de la championne de Serbie Jelena Erić.
La formation perd la grimpeuse Margarita Victoria García. La sprinteuse Roxane Fournier et la polyvalente Polonaise Małgorzata Jasińska rejoignent toutes deux la formation Casa Dorada. Enfin, Lorena Llamas quitte l'équipe.
| Arrivées          | Équipe 2019   |
| ----------------- | ------------- |
| Katrine Aalerud   | Virtu         |
| Barbara Guarischi | Virtu         |
| Jelena Erić       | Alé Cipollini |

| Départs                   | Équipe 2020       |
| ------------------------- | ----------------- |
| Roxane Fournier           | Casa Dorada       |
| Margarita Victoria García | Alé BTC Ljubljana |
| Małgorzata Jasińska       | Casa Dorada       |
| Lorena Llamas             |                   |

### Effectifs
| Effectif 2020     | Effectif 2020     | Effectif 2020 | Effectif 2020                             |
| Cycliste          | Date de naissance | Pays          | Équipe précédente                         |
| ----------------- | ----------------- | ------------- | ----------------------------------------- |
| Katrine Aalerud   | 4 décembre 1994   | Norvège       | Virtu Cycling Women (2019)                |
| Aude Biannic      | 27 mars 1991      | France        | FDJ-Nouvelle Aquitaine-Futuroscope (2017) |
| Jelena Erić       | 15 janvier 1996   | Serbie        | Alé Cipollini (2019)                      |
| Alicia González   | 27 mai 1995       | Espagne       | Lointek (2017)                            |
| Barbara Guarischi | 10 février 1990   | Italie        | Virtu Cycling Women (2019)                |
| Sheyla Gutiérrez  | 1 janvier 1994    | Espagne       | Cylance (2018)                            |
| Eider Merino      | 2 août 1994       | Espagne       | Lointek (2017)                            |
| Lourdes Oyarbide  | 8 avril 1994      | Espagne       | Bizkaia-Durango (2017)                    |
| Paula Patiño      | 29 mars 1997      | Colombie      | Centre mondial du cyclisme (2018)         |
| Gloria Rodríguez  | 6 mars 1992       | Espagne       | Lointek (2017)                            |
| Alba Teruel       | 17 août 1996      | Espagne       | Lointek (2017)                            |
|                   |                   |               |                                           |
| Source : UCI      |                   |               |                                           |

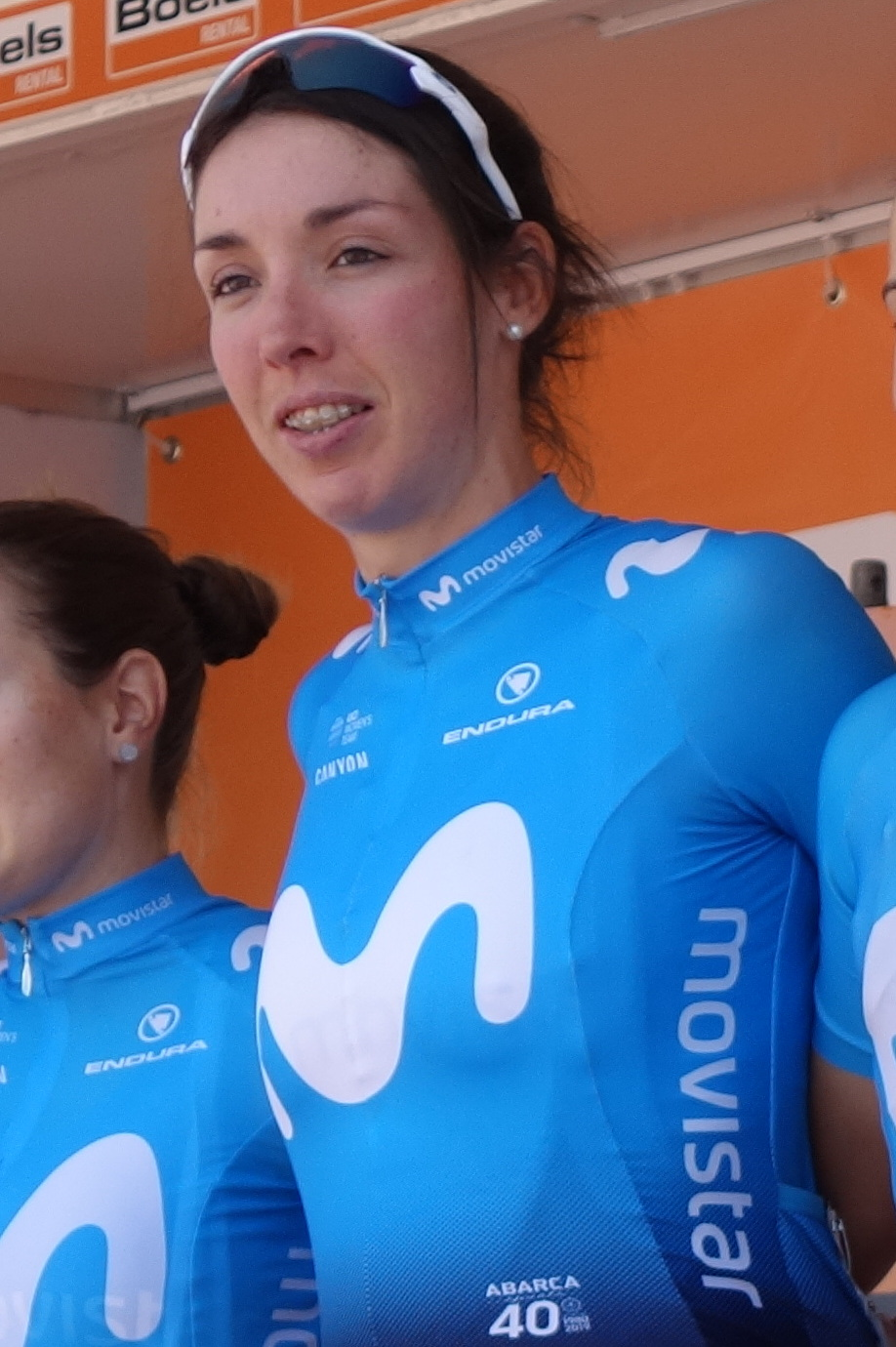
Aude Biannic en 2019
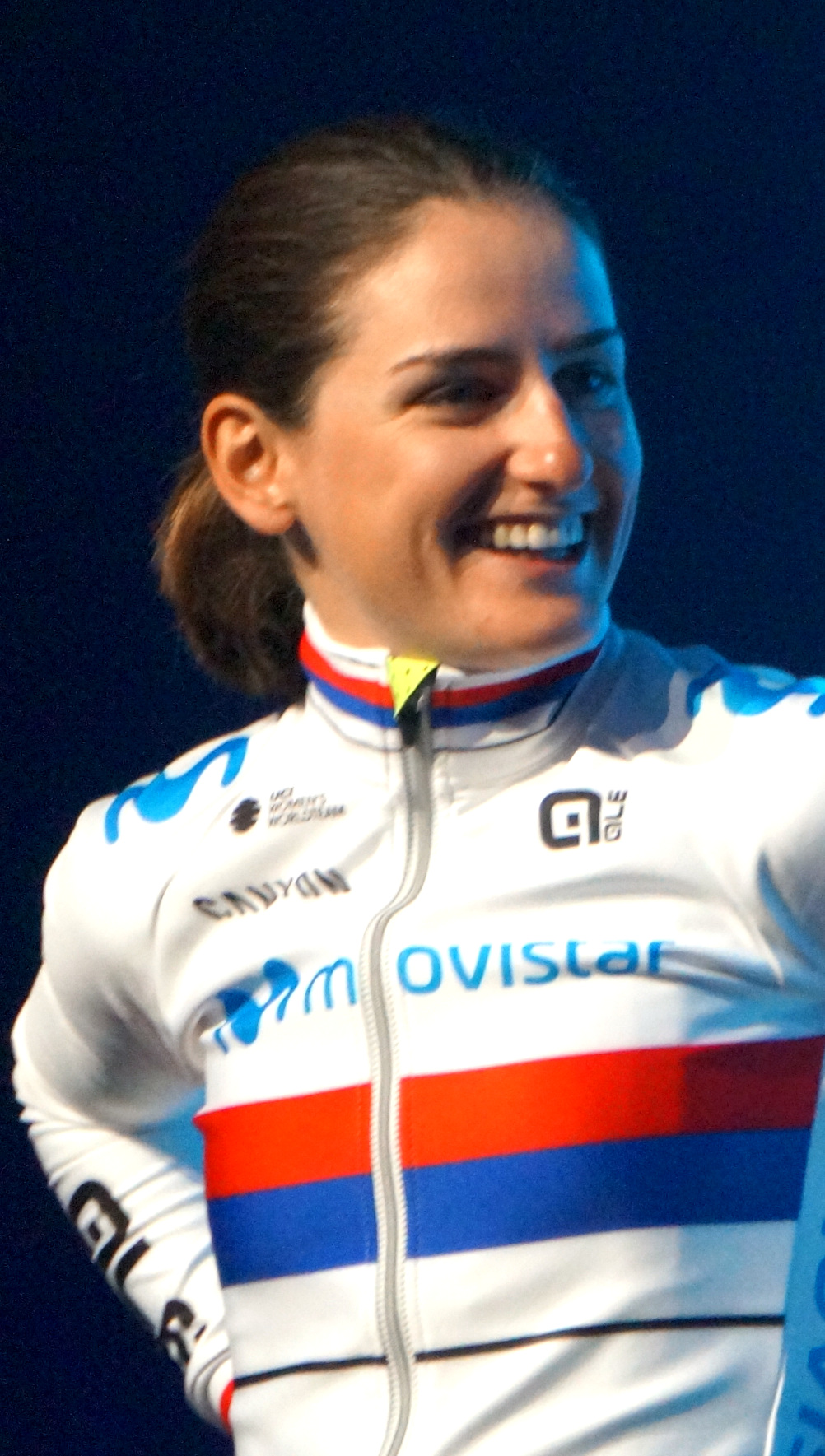
Jelena Erić
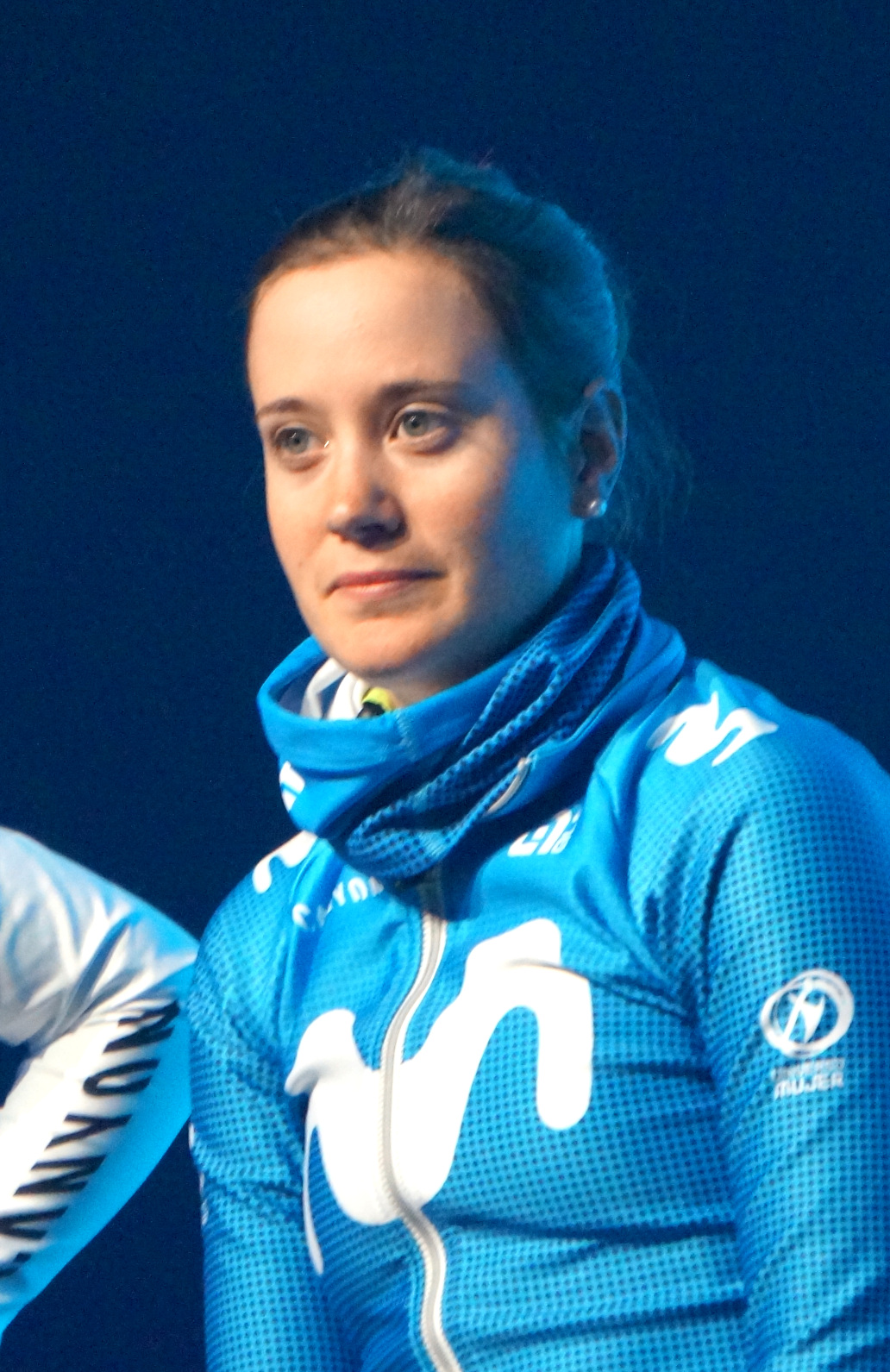
Alicia González Blanco
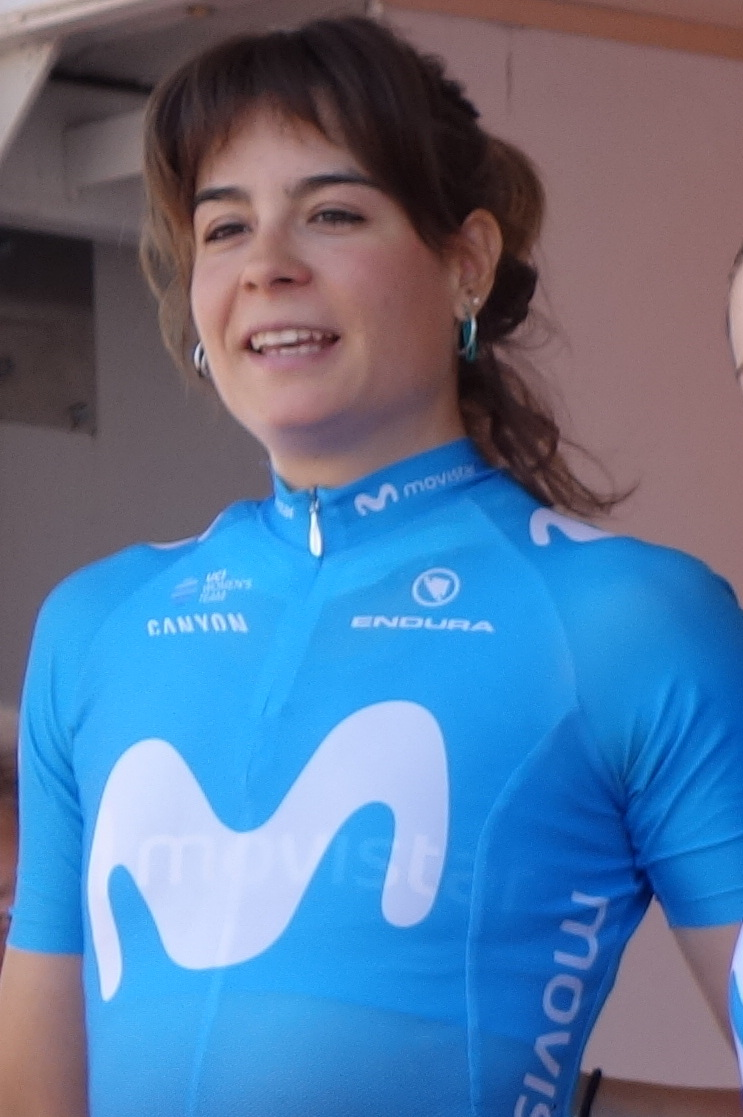
Sheyla Gutiérrez en 2019
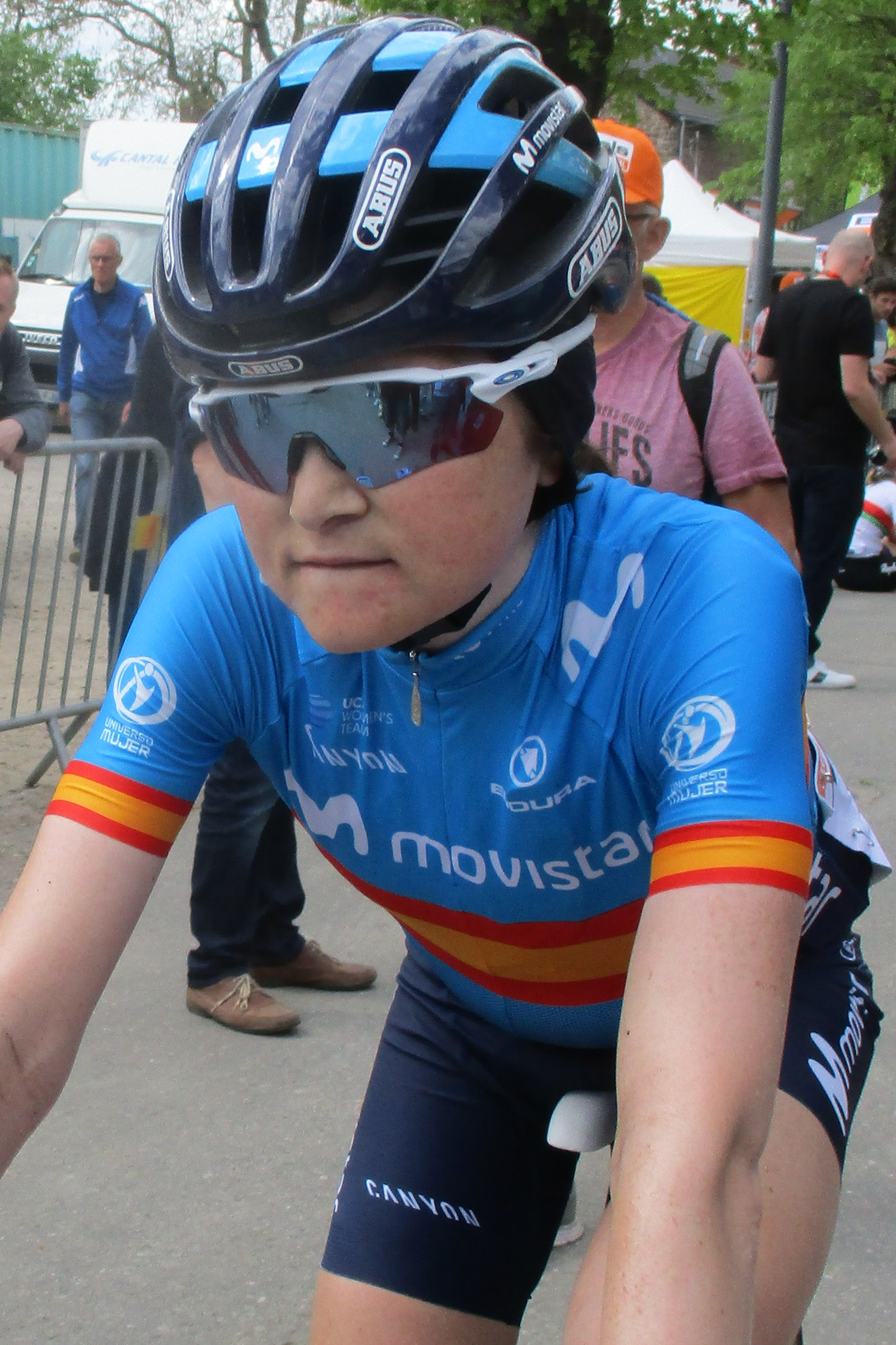
Eider Merino en 2019
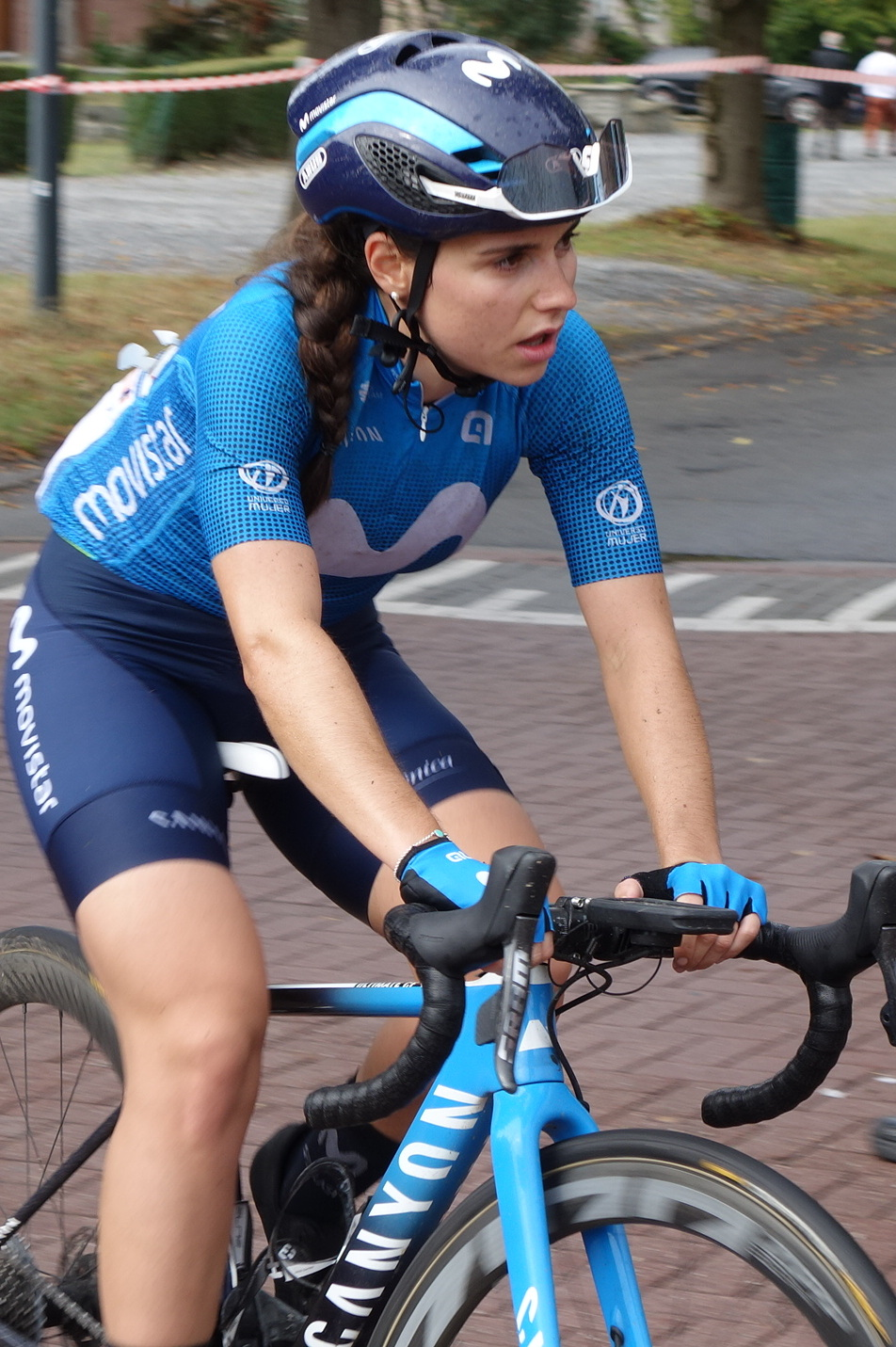
Lourdes Oyarbide
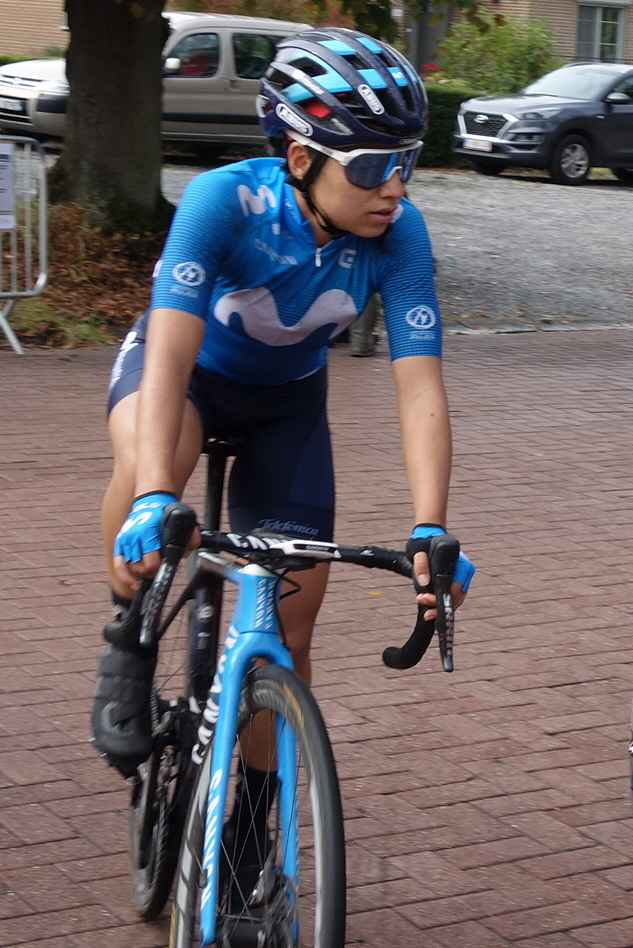
Paula Patiño
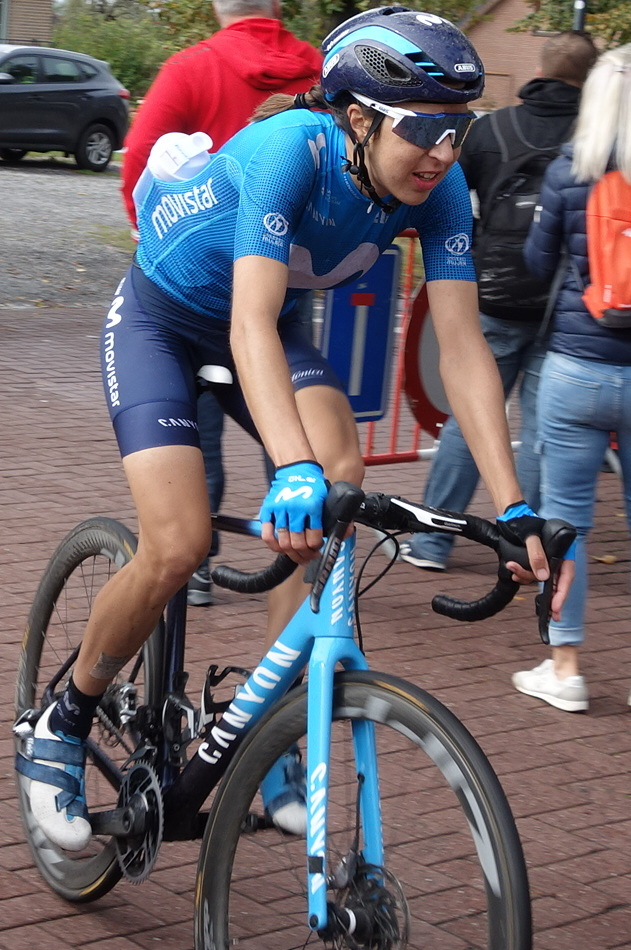
Gloria Rodriguez

### Encadrement
Le directeur général de l'équipe est Eusebio Unzué. Le directeur sportif est Jorge Sanz Unzué.

## Déroulement de la saison

### Février
Au Circuit Het Nieuwsblad, Aude Biannic est troisième du sprint du peloton, soit dixième au total. Le lendemain, Jelena Erić est dixième de l'Omloop van het Hageland.

### Juillet
Fin juillet, Katrine Aalerud devient championne de Norvège du contre-la-montre.

### Août
Au Grand Prix de Plouay, Alicia González est neuvième de la course. 

### Septembre

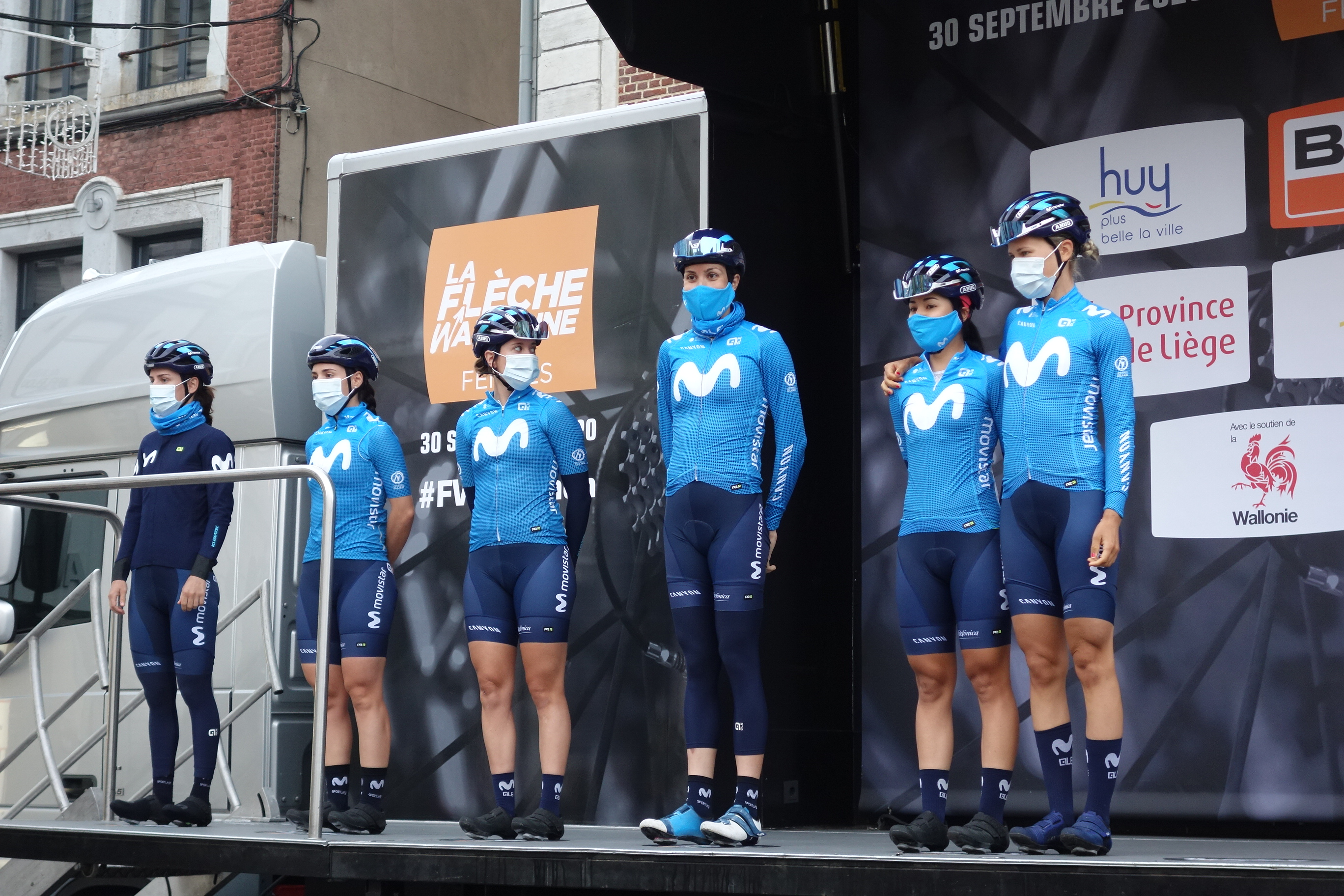
Équipe au départ de la Flèche wallonne

En septembre, au Tour de l'Ardèche, Alicia González est troisième de la première étape. Barbara Guarischi est deuxième de la troisième étape au sprint, seulement devancée par Audrey Cordon-Ragot. Elle est quatrième de la cinquième étape. Alicia González est troisième de la sixième étape dans une arrivée en côte après avoir fait partie de l'échappée.
Au Tour d'Italie, sur la septième étape, Silvia Zanardi et Ainara Elbusto sortent du peloton en début de parcours. Un groupe de poursuite avec Alison Jackson, Maria Novolodskaya et Aude Biannic se forme et revient sur la tête. Elles sont néanmoins reprises à un tour de l'arrivée.

### Octobre
Sur Liège-Bastogne-Liège, un groupe de huit favorites, dont Katrine Aalerud, sort peu avant la côte de la Vecquée. Elle est finalement neuvième de la course.

## Victoires

### Sur route
| Victoires | Victoires                                  | Victoires | Victoires | Victoires        | Victoires |
| Date      | Course                                     | Pays      | Classe    | Vainqueur        |           |
| --------- | ------------------------------------------ | --------- | --------- | ---------------- | --------- |
| 25 juill. | Championnat de Norvège du contre-la-montre | Norvège   | CN        | Katrine Aalerud  |           |
| 15 août   | La Périgord Ladies                         | France    | 1.2       | Sheyla Gutiérrez |           |

### Résultats sur les courses majeures

#### World Tour
| Date            | #  | Course                            | Pays      | Meilleure classée | Classement |
| --------------- | -- | --------------------------------- | --------- | ----------------- | ---------- |
| 1er février     | 1  | Cadel Evans Great Ocean Road Race | Australie | -                 | -          |
| 1er août        | 2  | Strade Bianche                    | Italie    | Eider Merino      | 25e        |
| 26 août         | 3  | Grand Prix de Plouay              | France    | Alicia González   | 9e         |
| 29 août         | 4  | La course by Le Tour de France    | France    | Aude Biannic      | 16e        |
| 11-19 septembre | 5  | Tour d'Italie                     | Italie    | Paula Patiño      | 8e         |
| 30 septembre    | 6  | Flèche wallonne                   | Belgique  | Katrine Aalerud   | 11e        |
| 4 octobre       | 7  | Liège-Bastogne-Liège              | Belgique  | Katrine Aalerud   | 9e         |
| 11 octobre      | 8  | Gand-Wevelgem                     | Belgique  | Jelena Erić       | 19e        |
| 18 octobre      | 9  | Tour des Flandres                 | Belgique  | Aude Biannic      | 19e        |
| 20 octobre      | 10 | Trois Jours de la Panne           | Belgique  | -                 | -          |
| 6-8 novembre    | 20 | La Madrid Challenge by La Vuelta  | Espagne   | Jelena Erić       | 20e        |

Katrine Aalerud est trente-septième du classement individuel. Movistar est quatorzième du classement par équipes.

#### Grand tour
| Grand tour            | Tour d'Italie     |
| --------------------- | ----------------- |
| Coureuse (classement) | Paula Patiño (8e) |
| Accessits             | -                 |

## Classement mondial
| Classement UCI | Classement UCI    | Classement UCI | Classement UCI |
| Coureuse       | Coureuse          | Pays           | Points         |
| -------------- | ----------------- | -------------- | -------------- |
| 52e            | Katrine Aalerud   | Norvège        | 277 pts        |
| 84e            | Aude Biannic      | France         | 147 pts        |
| 86e            | Barbara Guarischi | Italie         | 145 pts        |
| 90e            | Jelena Erić       | Serbie         | 142 pts        |
| 110e           | Eider Merino      | Espagne        | 124 pts        |
| 125e           | Paula Patiño      | Colombie       | 111 pts        |
| 131e           | Alicia González   | Espagne        | 110 pts        |
| 147e           | Sheyla Gutiérrez  | Espagne        | 100 pts        |
| 491e           | Lourdes Oyarbide  | Espagne        | 15 pts         |
| 710e           | Gloria Rodríguez  | Espagne        | 3 pts          |
| 734e           | Alba Teruel       | Espagne        | 3 pts          |

Movistar est seizième du classement par équipes.